# Étang de Soulanet
L'étang de Soulanet, désigne un lac glaciaire d'altitude en Ariège dans le massif de l'Aston, dans les Pyrénées françaises.

## Géographie
Sur la commune d'Aston près de la frontière andoranne, l'étang se situe à 2 345 m d'altitude, il est dominé au nord-ouest par le pic de Thoumasset (2 741 m), puis à l'ouest par le pic de Bagnels (2 638 m) et le pic de Soulanet (2 584 m), ces deux derniers frontaliers avec l'Andorre (paroisse d'Ordino).   
Il est en contrebas du port de Soulanet ou de Bagnels (2 527 m).

### Hydrographie
Sa surface est de 6 hectares. Il se déverse dans le ruisseau de Soulanet, affluent en rive droite du ruisseau de la Sabine.

## Faune
Des truites fario et saumons de fontaine sont présents.

## Voies d'accès
Si l'accès est assez rapide depuis El Serrat en Andorre par le riu de Rialb, la montée par le versant ariégeois par la vallée du Quioulès depuis la centrale de Laparan est estimée à 5 heures.